# San Juan (Arbulo)
San Juan es un despoblado que actualmente forma parte del concejo de Arbulo, que está situado en el municipio de Elburgo, en la provincia de Álava, País Vasco (España).

## Historia
Documentado desde el siglo XVIII, pocos datos más se tiene del despoblado.